# تحمل الضرر
تحمل الضرر أو التسامح الخاص بالضرر هو خاصية للبنية تتعلق بقدرتها على تحمل التشوهات بأمان حتى يمكن إجراء الإصلاح. تبنى طريقة التصميم الهندسي لحساب تحمل الضرر على افتراض أن العيوب يمكن أن توجد في أي بنية وأن هذه العيوب تنمو مع الاستخدام. تستخدم هذه الطريقة بشكل شائع في هندسة الطيران والفضاء، والهندسة الميكانيكية، والهندسة المدنية، وذلك لإدارة تمدد الصدوع في بنية عن طريق تطبيق مبادئ ميكانيكا التصدع. في الهندسة، تعتبر البنية قادرة على تحمل الضرر إذا طُبق برنامج صيانة ينتج عنه كشف وإصلاح الأضرار العرضية والتآكل والتصدعات الناتجة عن التعب قبل أن ينقص هكذا ضرر المقاومة المتبقية في البنية إلى ما دون حد مقبول.

## خلفية تاريخية
لطالما عرف عن البنى التي تعتمد عليها حياة البشر أنها تحتاج عنصر أمان يمنع الانهيار. عندما وصف ليوناردو دافنشي آلته الطائرة، لاحظ أنه «في بناء الأجنحة، على المرء صنع وتر واحد لتحمل الانفعال ووتر آخر مشدود بشكل أقل في نفس الموضع بحيث إذا انكسر أحدهما بسبب الانفعال يكون الآخر في موضع يسمح له بالقيام بنفس الوظيفة.
قبل سبعينيات القرن العشرين، كانت الفلسفة الهندسية السائدة في بناء الطائرات هي ضمان الحفاظ على صلاحية الطيران عند تعطل قطعة واحدة، وهو شرط زائد يعرف باسم عنصر الأمان. ولكن التقدم في ميكانيكا التصدع، بالإضافة إلى الإخفاقات الكارثية الشهيرة الناتجة عن التعب كتلك التي أصابت طائرة دي هافيلاند كوميت أدت إلى تغيير في متطلبات الطائرات. اكتُشف أن ظاهرةً تعرف باسم الضرر متعدد المواقع يمكن أن تسبب العديد من التصدعات الصغيرة في البنية، والتي تنمو ببطء لوحدها، وتنضم مع بعضها البعض على امتداد الزمن، خالقةً صدعًا أكبر بكثير، ومخفضةً الزمن المتوقع حتى التعطل بشكل كبير.

## بنية عمر الأمان
لا يجب على كل البنى أن تظهر نموًّا ملحوظًا في التصدعات لضمان أمان التشغيل. تعمل بعض البنى على مبدأ عمر الأمان التصميمي، حيث يقبل مقدار شديد الضآلة من الخطورة عن طريق مزيج من الاختبار والتحليل لضمان عدم تشكيل صدع قابل للقياس على القطعة بسبب التعب خلال زمن خدمة القطعة. يحقق هذا عن طريق تخفيض ملحوظ للإجهادات إلى ما دون سعة التعب للقطعة. تستخدم البنى ذات عمر الأمان عندما تزيد كلفة إجراء الفحوص أو عدم جدواها الاقتصادية على الضرر وتكاليف التطوير المرافقة لبنى عمر الأمان. من الأمثلة على عناصر عمر الأمان شفرة دائر الطائرة المروحية. بسبب العدد الكبير جدًّا من الدورات التي يتحملها العنصر الدائر، يمكن أن ينمو صدع غير ملاحظ لطول حرج في رحلة طيران واحدة وقبل هبوط الطائرة، ما ينتج عطلًا كارثيًّا لا يمكن للصيانة المنتظمة منعه.

## تحليل تحمل الضرر
في ضمان التشغيل الآمن المستمر للبنية المتحملة للضرر، ينصح باستخدام جداول فحص. هذه الجداول مبنية على العديد من المعايير، ومن بينها:
- الوضع الابتدائي المفترض للبنية من حيث التضرر
- الإجهادات في البنية (الناتجة عن كل من التعب والإجهادات التشغيلية الأعظمية) التي تسبب نمو التصدعات من الوضع الابتدائي للتضرر
- البنية الهندسية للمادة والتي تركز أو تخفض الإجهادات على طرف الصدع
- قدرة المادة على تحمل التصدعات بسبب الإجهادات في البيئة المتوقعة
- أكبر حجم للصدوع يمكن للبنية تحمله قبل التعطل الكارثي
- احتمالية كشف طريقة فحص معينة للصدوع
- المستوى المقبول للخطر الناتج عن تعطل بنية معينة بالكامل
- الفترة المتوقعة للتحمل بعد التصنيع حتى تشكل صدع يمكن قياسه
- افتراض التعطل في العناصر المجاورة والذي يمكن أن يؤثر على تغير الإجهادات في البنية المدروسة

تؤثر هذه العوامل على الزمن الذي يمكن للبنية أن تعمل فيه بشكل طبيعي بالوضع المتضرر قبل أن تتاح الفرصة لفاصل فحص أو أكثر لاكتشاف حالة التضرر وإجراء الإصلاح اللازم. يجب اختيار الفاصل الزمني بين الفحوص بحد أدنى معين للأمان، ويجب أيضًا أن يوازن كلفة إجراء الفحص، والعواقب الوزنية الناتجة عن خفض إجهادات التعب، وتكاليف الفرص الضائعة المرافقة لتعطل البنية عن العمل لأجل الصيانة.